# Asbjørn Kragh Andersen
Asbjørn Kragh Andersen (* 9. April 1992 in Fredericia) ist ein ehemaliger dänischer Radrennfahrer.

## Karriere
Asbjørn Kragh Andersen begann seine internationale Karriere 2012 bei dem dänischen Team Tre-For. Seinen ersten Etappenerfolg feierte er in seinem zweiten Jahr bei dem U23-Rennen Course de la Paix. 2014 wechselte er zu der Mannschaft Christina Watches-Kuma, wo er eine Etappe des polnischen Rennens Szlakiem Grodów Piastowskich der UCI-Kategorie 2.1 gewann.
Nach weiteren Erfolgen bei kleineren Rennen bekam Andersen 2016 eine Anstellung beim französischen Professional Continental Team Delko Marseille Provence KTM. Hier konnte er mit einem Etappensieg bei der Tour des Fjords einen seiner größten Erfolge feiern. 2018 wechselte er dann wieder zurück nach Dänemark und gewann die Gesamtwertung der Tour du Loir-et-Cher.
2019 schloss sich Asbjørn Kragh Andersen dem deutschen UCI WorldTeam Sunweb ab, zu dem bereits 2016 sein Bruder Søren Kragh Andersen wechselte. Nach Ablauf der Saison 2022 beendete er bei dieser Mannschaft seine Karriere als Aktiver.

## Erfolge
2013
- eine Etappe Course de la Paix (U23)

2014
- eine Etappe Szlakiem Grodów Piastowskich
- Nachwuchswertung Grand Prix Cycliste Saguenay

2015
- eine Etappe Tour du Loir-et-Cher
- Ringerike Grand Prix
- eine Etappe Flèche du Sud
- eine Etappe Paris-Arras Tour

2016
- eine Etappe Tour des Fjords

2018
- Gesamtwertung und Punktewertung Tour du Loir-et-Cher